# Fronteira Líbia–Sudão
A fronteira entre a Líbia e o Sudão é a linha de 386 km de extensão formada por três trechos ortogonais e nas direções de meridianos e paralelos, que separa o sudeste da Líbia do território do Sudão, no Deserto da Líbia, Darfur). Separa o distrito líbia de Cufra dos estados sudaneses de Darfur do Norte e Norte.
No sul, tríplice fronteira Líbia-Sudão-Chade, se inicia o trecho norte-sul mais curto que vai até ao paralelo 20 N. Esse trecho é curta continuação de trecho retilíneo e longo da Fronteira Chade-Sudão. Daí a fronteira segue esse paralelo para o leste até o inicio do trecho mais longo, de sul para norte, até a tripla fronteira dos dois países com o Egito.
Essa fronteira se define junto com a história das duas nações. A Itália invadiu o território líbio, tomando o mesmo do Império Otomano em 1911, passando a colonizá-lo em 1934. Na Segunda Grande Guerra, expulsos os italianos, o país é dividido entre França e Reino Unido. A independência ocorre em 1951. Depois de conflitos desde o século XIX, o Sudão, até então dominado pelo Egito e pelo Reino Unido, conquista sua independência em 1956.